# Dalenda Larguèche
Dalenda Larguèche (àrab: دلندة لرقش)  (Monastir, 16 d'octubre de 1953) és una escriptora, professora, investigadora i historiadora tunisiana especialitzada en l'època moderna i qüestions relacionades amb la dona.

## Activitats destacades
Dalenda Larguèche es va unir al Partit Comunista Tunisià, quan aquest va ser legalitzat l'any 1981. També ha destacat com a oradora feminista, participant a l'Associació Tunisiana de Dones Democràtiques i a l'Associació de Dones Investigadores per al Desenvolupament.
A més d'aquestes activitats, que van resultar en una participació completa a la societat civil, Larguèche va començar la seva carrera com a historiadora i professora d'història moderna. Amb el suport dels seus companys acadèmics des de principis de la dècada de 1990, va poder introduir els seus estudis i investigacions sobre la història de la dona a l'àmbit acadèmic, des de la Facultat d'Arts i Humanitats a la Universitat de Manouba.
Està casada amb l'historiador tunisià Abd el-Hamid Larguèche.

## Posicions i càrrecs
Va ocupar el càrrec de directora general del Centre Tunisià d'Informació, Documentació, Estudis i Investigació sobre la Dona (CREDIF) des de l'octubre del 2011 fins al 20 de novembre del 2013, quan va ser destituïda per la ministra Sihem Badi i reemplaçada per Rashida Tlili el- Salioti. Posteriorment, va tornar per ocupar el càrrec de directora executiva del centre entre l'abril del 2016 i el setembre del 2018.
Larguèche és membre del Consell Científic de la Universitat de Tunis i de la Universitat de Manouba. També és membre del Laboratori de Regions del Patrimoni i Recursos Tunisians, així com del Centre Americà d'Estudis Magrebins. A més dels seus rols acadèmics a universitats nord-americanes i europees, com l'École Pratique des Hautes Études (EPHE), la Universitat de Tolosa-Joan Jaurès, la Universitat d'Arizona o la Universitat de Califòrnia a Berkeley. De la mateixa manera exerceix com a professora visitant i és responsable de l'equip de recerca sobre gènere, dones, societat i cultura.